# Basarab al VI-lea
Basarab al VI-lea  (? – 1529?) a fost domn al Țării Românești între 6 ianuarie - 5 februarie 1529

## Domnie
A fost numit domn de către boierii complotiști, care l-au decapitat pe Radu de la Afumați și fiul acestuia, Vlad, conduși de Neagoe vornicul și Drăgan postelnicul. Cei care l-au proclamat domn l-au îndepărtat însă foarte repede și au format o locotenență domnească în frunte cu Neagoe vornicul. Poarta Otomană nu a fost însă de acord cu locotenența domnească și l-au învestit domn pe Moise Vodă. În aceste condiții, se pare că Basarab s-ar fi retras la sud de Dunăre.

## Lestură suplimentară
- Ciobanu, Tiberiu, Domnii scurte dar însemnate în istoria românilor, Editura Zamolsara, Timișoara, 2007
- Ciobanu, Tiberiu, Domnitori români mai puțin cunoscuți, Editura Excelsior Art, Timișoara, 2005
- Giurescu, Constantin, C., Giurescu, Dinu, C., Istoria Românilor, vol. 2, Editura Științifică și Enciclopedică, București, 1976
- Mărculeț, Vasile, Ștefănescu, Alexandru, Marcu, George ș.a., Dicționarul domnilor Țării Românești și ai Moldovei, Editura Meronia, București, 2009
- Tudoran, Pompiliu, Domnii trecătoare-Domnitori uitați, Editura Facla, Timișoara, 1983